# Eleições autárquicas portuguesas de 2021 no distrito de Setúbal
| Eleições autárquicas portuguesas de 2021 Distritos: Aveiro \| Beja \| Braga \| Bragança \| Castelo Branco \| Coimbra \| Évora \| Faro \| Guarda \| Leiria \| Lisboa \| Portalegre \| Porto \| Santarém \| Setúbal \| Viana do Castelo \| Vila Real \| Viseu \| Açores \| Madeira |

## Resultados por concelho
Os resultados nos concelhos do distrito de Setúbal foram os seguintes:

### Alcácer do Sal

#### Câmara Municipal
| Partido                 | Partido                        | Votos  | %               | +/-  | Vereadores | +/-     |
| ----------------------- | ------------------------------ | ------ | --------------- | ---- | ---------- | ------- |
|                         | Coligação Democrática Unitária | 3 039  | 48,09 / 100,00  | 1,27 | 4 / 7      | Estável |
|                         | Partido Socialista             | 2 779  | 43,98 / 100,00  | 2,69 | 3 / 7      | Estável |
|                         | PSD-CDS-MPT-PPM-A              | 175    | 2,77 / 100,00   | 2,22 | 0 / 7      | Estável |
|                         | CHEGA                          | 147    | 2,33 / 100,00   | Novo | 0 / 7      | Novo    |
| Votos Inválidos         | Votos Inválidos                | 179    | 2,83 / 100,00   | 0,59 |            |         |
| Total                   | Total                          | 6 319  | 100,00 / 100,00 |      | 7 / 7      |         |
| Eleitorado/Participação | Eleitorado/Participação        | 10 139 | 62,32 / 100,00  | 2,78 |            |         |

| Freguesia                                        | %     | %     | %                     | %    | Votantes |
| Freguesia                                        | CDU   | PS    | PSD- CDS- MPT- PPM- A | CH   | Votantes |
| ------------------------------------------------ | ----- | ----- | --------------------- | ---- | -------- |
| Freguesia                                        |       |       |                       |      | Votantes |
| Comporta                                         | 52,91 | 35,63 | 4,59                  | 3,70 | 567      |
| Santa Maria do Castelo e Santiago e Santa Susana | 48,17 | 43,63 | 3,12                  | 2,21 | 4 391    |
| São Martinho                                     | 66,15 | 30,74 | 0,78                  | 0    | 257      |
| Torrão                                           | 41,12 | 52,72 | 0,91                  | 2,63 | 1 104    |
| Alcácer do Sal                                   | 48,09 | 43,98 | 2,77                  | 2,33 | 6 319    |

#### Assembleia Municipal
| Partido                 | Partido                        | Votos  | %               | +/-  | Deputados | +/-     |
| ----------------------- | ------------------------------ | ------ | --------------- | ---- | --------- | ------- |
|                         | Coligação Democrática Unitária | 2 999  | 47,45 / 100,00  | 2,33 | 10 / 21   | Estável |
|                         | Partido Socialista             | 2 776  | 43,92 / 100,00  | 3,69 | 10 / 21   | 1       |
|                         | PSD-CDS-MPT-PPM-A              | 323    | 5,11 / 100,00   | 1,42 | 1 / 21    | Estável |
| Votos Inválidos         | Votos Inválidos                | 222    | 3,52 / 100,00   | 0,06 |           |         |
| Total                   | Total                          | 6 320  | 100,00 / 100,00 |      | 21 / 21   |         |
| Eleitorado/Participação | Eleitorado/Participação        | 10 139 | 62,33 / 100,00  | 2,79 |           |         |

| Freguesia                                        | %     | %     | %                     | Votantes |
| Freguesia                                        | CDU   | PS    | PSD- CDS- MPT- PPM- A | Votantes |
| ------------------------------------------------ | ----- | ----- | --------------------- | -------- |
| Freguesia                                        |       |       |                       | Votantes |
| Comporta                                         | 50,44 | 37,57 | 7,41                  | 567      |
| Santa Maria do Castelo e Santiago e Santa Susana | 47,86 | 42,92 | 5,74                  | 4 392    |
| São Martinho                                     | 66,93 | 31,13 | 0,39                  | 257      |
| Torrão                                           | 39,76 | 54,17 | 2,54                  | 1 104    |
| Alcácer do Sal                                   | 47,45 | 43,92 | 5,11                  | 6 320    |

#### Juntas de Freguesia
| Partido                 | Partido                        | Votos  | %               | +/-  | Presidentes | +/-     | Mandatos | +/- |
| ----------------------- | ------------------------------ | ------ | --------------- | ---- | ----------- | ------- | -------- | --- |
|                         | Coligação Democrática Unitária | 3 020  | 47,76 / 100,00  | 0,51 | 3 / 4       | Estável | 20 / 38  | 1   |
|                         | Partido Socialista             | 2 824  | 44,66 / 100,00  | 5,21 | 1 / 4       | Estável | 18 / 38  | 2   |
|                         | PSD-CDS-MPT-PPM-A              | 277    | 4,38 / 100,00   | 1,02 | 0 / 4       | Estável | 0 / 38   | 1   |
| Votos Inválidos         | Votos Inválidos                | 202    | 3,20 / 100,00   | 0,71 |             |         |          |     |
| Total                   | Total                          | 6 323  | 100,00 / 100,00 |      | 4 / 4       |         | 38 / 38  |     |
| Eleitorado/Participação | Eleitorado/Participação        | 10 139 | 62,36 / 100,00  | 2,82 |             |         |          |     |

| Freguesia                                        | Partido Vencedor | Partido Vencedor               | %              | Mandatos |
| ------------------------------------------------ | ---------------- | ------------------------------ | -------------- | -------- |
| Comporta                                         |                  | Coligação Democrática Unitária | 48,32 / 100,00 | 5 / 9    |
| Santa Maria do Castelo e Santiago e Santa Susana |                  | Coligação Democrática Unitária | 49,07 / 100,00 | 7 / 13   |
| São Martinho                                     |                  | Coligação Democrática Unitária | 64,20 / 100,00 | 5 / 7    |
| Torrão                                           |                  | Partido Socialista             | 57,83 / 100,00 | 6 / 9    |

### Alcochete

#### Câmara Municipal
| Partido                 | Partido                        | Votos  | %               | +/-   | Vereadores | +/-     |
| ----------------------- | ------------------------------ | ------ | --------------- | ----- | ---------- | ------- |
|                         | Partido Socialista             | 4 732  | 52,95 / 100,00  | 18,54 | 5 / 7      | 2       |
|                         | Coligação Democrática Unitária | 1 983  | 22,19 / 100,00  | 9,93  | 2 / 7      | Estável |
|                         | CDS – Partido Popular          | 858    | 9,60 / 100,00   | -     | 0 / 7      | -       |
|                         | Partido Social Democrata       | 602    | 6,74 / 100,00   | -     | 0 / 7      | -       |
|                         | CHEGA                          | 468    | 5,24 / 100,00   | Novo  | 0 / 7      | Novo    |
| Votos Inválidos         | Votos Inválidos                | 293    | 3,28 / 100,00   | 5,35  |            |         |
| Total                   | Total                          | 8 936  | 100,00 / 100,00 |       | 7 / 7      |         |
| Eleitorado/Participação | Eleitorado/Participação        | 15 263 | 58,55 / 100,00  | 1,79  |            |         |

| Freguesia     | %     | %     | %     | %     | %    | Votantes |
| Freguesia     | PS    | CDU   | CDS   | PSD   | CH   | Votantes |
| ------------- | ----- | ----- | ----- | ----- | ---- | -------- |
| Freguesia     |       |       |       |       |      | Votantes |
| Alcochete     | 53,31 | 22,02 | 10,77 | 6,14  | 4,73 | 6 126    |
| Samouco       | 48,70 | 28,99 | 6,30  | 5,50  | 6,55 | 1 618    |
| São Francisco | 56,88 | 13,84 | 8,05  | 11,49 | 6,04 | 1 192    |
| Alcochete     | 52,95 | 22,19 | 9,60  | 6,74  | 5,24 | 8 936    |

#### Assembleia Municipal
| Partido                 | Partido                        | Votos  | %               | +/-   | Deputados | +/-  |
| ----------------------- | ------------------------------ | ------ | --------------- | ----- | --------- | ---- |
|                         | Partido Socialista             | 4 339  | 48,56 / 100,00  | 14,46 | 12 / 21   | 4    |
|                         | Coligação Democrática Unitária | 2 159  | 24,16 / 100,00  | 9,46  | 5 / 21    | 3    |
|                         | CDS – Partido Popular          | 834    | 9,33 / 100,00   | -     | 2 / 21    | -    |
|                         | Partido Social Democrata       | 701    | 7,85 / 100,00   | -     | 1 / 21    | -    |
|                         | CHEGA                          | 573    | 6,41 / 100,00   | Novo  | 1 / 21    | Novo |
| Votos Inválidos         | Votos Inválidos                | 329    | 3,68 / 100,00   | 5,61  |           |      |
| Total                   | Total                          | 8 935  | 100,00 / 100,00 |       | 21 / 21   |      |
| Eleitorado/Participação | Eleitorado/Participação        | 15 263 | 58,54 / 100,00  | 1,78  |           |      |

| Freguesia     | %     | %     | %     | %     | %    | Votantes |
| Freguesia     | PS    | CDU   | CDS   | PSD   | CH   | Votantes |
| ------------- | ----- | ----- | ----- | ----- | ---- | -------- |
| Freguesia     |       |       |       |       |      | Votantes |
| Alcochete     | 48,63 | 24,06 | 10,87 | 7,15  | 5,83 | 6 126    |
| Samouco       | 44,84 | 31,11 | 5,69  | 6,06  | 7,73 | 1 617    |
| São Francisco | 53,27 | 15,27 | 6,38  | 13,84 | 7,63 | 1 192    |
| Alcochete     | 48,56 | 24,16 | 9,33  | 7,85  | 6,41 | 8 935    |

#### Juntas de Freguesia
| Partido                 | Partido                        | Votos  | %               | +/-   | Presidentes | +/- | Vereadores | +/- |
| ----------------------- | ------------------------------ | ------ | --------------- | ----- | ----------- | --- | ---------- | --- |
|                         | Partido Socialista             | 4 356  | 48,76 / 100,00  | 15,52 | 3 / 3       | 2   | 19 / 31    | 8   |
|                         | Coligação Democrática Unitária | 2 318  | 25,95 / 100,00  | 8,60  | 0 / 3       | 2   | 7 / 31     | 6   |
|                         | CDS – Partido Popular          | 1 040  | 11,64 / 100,00  | -     | 0 / 3       | -   | 3 / 31     | -   |
|                         | Partido Social Democrata       | 833    | 9,32 / 100,00   | -     | 0 / 3       | -   | 2 / 31     | -   |
| Votos Inválidos         | Votos Inválidos                | 387    | 4,33 / 100,00   | 4,55  |             |     |            |     |
| Total                   | Total                          | 8 934  | 100,00 / 100,00 |       | 3 / 3       |     | 31 / 31    |     |
| Eleitorado/Participação | Eleitorado/Participação        | 15 263 | 58,53 / 100,00  | 1,78  |             |     |            |     |

| Freguesia     | Partido Vencedor | Partido Vencedor   | %              | Mandatos |
| ------------- | ---------------- | ------------------ | -------------- | -------- |
| Alcochete     |                  | Partido Socialista | 47,63 / 100,00 | 7 / 13   |
| Samouco       |                  | Partido Socialista | 45,98 / 100,00 | 5 / 9    |
| São Francisco |                  | Partido Socialista | 58,31 / 100,00 | 7 / 9    |

### Almada

#### Câmara Municipal
| Partido                 | Partido                        | Votos   | %               | +/-  | Vereadores | +/-     |
| ----------------------- | ------------------------------ | ------- | --------------- | ---- | ---------- | ------- |
|                         | Partido Socialista             | 28 203  | 39,87 / 100,00  | 8,41 | 5 / 11     | 1       |
|                         | Coligação Democrática Unitária | 21 006  | 29,69 / 100,00  | 1,15 | 4 / 11     | Estável |
|                         | PSD-CDS-A-MPT-PPM              | 7 574   | 10,71 / 100,00  | -    | 1 / 11     | -       |
|                         | Bloco de Esquerda              | 4 834   | 6,83 / 100,00   | 2,81 | 1 / 11     | Estável |
|                         | CHEGA                          | 3 980   | 5,63 / 100,00   | Novo | 0 / 11     | Novo    |
|                         | Pessoas–Animais–Natureza       | 1 617   | 2,29 / 100,00   | 1,60 | 0 / 11     | Estável |
|                         | Iniciativa Liberal             | 1 391   | 1,97 / 100,00   | Novo | 0 / 11     | Novo    |
| Votos Inválidos         | Votos Inválidos                | 2 138   | 3,02 / 100,00   | 1,98 |            |         |
| Total                   | Total                          | 70 743  | 100,00 / 100,00 |      | 11 / 11    |         |
| Eleitorado/Participação | Eleitorado/Participação        | 151 953 | 46,56 / 100,00  | 2,33 |            |         |

#### Assembleia Municipal
| Partido                 | Partido                        | Votos   | %               | +/-  | Deputados | +/-     |
| ----------------------- | ------------------------------ | ------- | --------------- | ---- | --------- | ------- |
|                         | Partido Socialista             | 25 193  | 35,64 / 100,00  | 4,52 | 13 / 33   | 2       |
|                         | Coligação Democrática Unitária | 20 342  | 28,78 / 100,00  | 0,75 | 10 / 33   | 1       |
|                         | PSD-CDS-A-MPT-PPM              | 8 667   | 12,26 / 100,00  | -    | 4 / 33    | -       |
|                         | Bloco de Esquerda              | 5 669   | 8,02 / 100,00   | 3,01 | 3 / 33    | 1       |
|                         | CHEGA                          | 4 320   | 6,11 / 100,00   | Novo | 2 / 33    | Novo    |
|                         | Pessoas–Animais–Natureza       | 2 456   | 3,47 / 100,00   | 1,49 | 1 / 33    | Estável |
|                         | Iniciativa Liberal             | 1 748   | 2,47 / 100,00   | Novo | 0 / 33    | Novo    |
| Votos Inválidos         | Votos Inválidos                | 2 291   | 3,25 / 100,00   | 1,99 |           |         |
| Total                   | Total                          | 70 686  | 100,00 / 100,00 |      | 33 / 33   |         |
| Eleitorado/Participação | Eleitorado/Participação        | 151 953 | 46,52 / 100,00  | 2,29 |           |         |

#### Juntas de Freguesia
| Partido                 | Partido                        | Votos   | %               | +/-  | Presidentes | +/-     | Mandatos | +/-  |
| ----------------------- | ------------------------------ | ------- | --------------- | ---- | ----------- | ------- | -------- | ---- |
|                         | Partido Socialista             | 26 576  | 37,53 / 100,00  | 4,02 | 4 / 5       | 2       | 38 / 91  | 1    |
|                         | Coligação Democrática Unitária | 21 044  | 29,72 / 100,00  | 1,07 | 1 / 5       | 2       | 30 / 91  | 1    |
|                         | PSD-CDS-A-MPT-PPM              | 8 925   | 12,60 / 100,00  | -    | 0 / 5       | -       | 12 / 91  | -    |
|                         | Bloco de Esquerda              | 5 817   | 8,21 / 100,00   | 3,22 | 0 / 5       | Estável | 6 / 91   | 4    |
|                         | CHEGA                          | 4 148   | 5,86 / 100,00   | Novo | 0 / 5       | Novo    | 5 / 91   | Novo |
|                         | Iniciativa Liberal             | 1 832   | 2,59 / 100,00   | Novo | 0 / 5       | Novo    | 0 / 91   | Novo |
| Votos Inválidos         | Votos Inválidos                | 2 475   | 3,50 / 100,00   | 2,28 |             |         |          |      |
| Total                   | Total                          | 70 817  | 100,00 / 100,00 |      | 5 / 5       |         | 91 / 91  |      |
| Eleitorado/Participação | Eleitorado/Participação        | 151 953 | 46,60 / 100,00  | 1,37 |             |         |          |      |

### Barreiro

#### Câmara Municipal
| Partido                 | Partido                        | Votos  | %               | +/-   | Vereadores | +/-     |
| ----------------------- | ------------------------------ | ------ | --------------- | ----- | ---------- | ------- |
|                         | Partido Socialista             | 19 559 | 56,68 / 100,00  | 19,14 | 7 / 9      | 3       |
|                         | Coligação Democrática Unitária | 8 085  | 23,43 / 100,00  | 9,85  | 2 / 9      | 2       |
|                         | Partido Social Democrata       | 2 506  | 7,26 / 100,00   | 4,13  | 0 / 9      | 1       |
|                         | CHEGA                          | 1 477  | 4,28 / 100,00   | Novo  | 0 / 9      | Novo    |
|                         | Bloco de Esquerda              | 1 010  | 2,93 / 100,00   | 3,78  | 0 / 9      | Estável |
|                         | Pessoas–Animais–Natureza       | 581    | 1,68 / 100,00   | 1,05  | 0 / 9      | Estável |
|                         | CDS – Partido Popular          | 203    | 0,59 / 100,00   | 1,01  | 0 / 9      | Estável |
|                         | LIVRE                          | 166    | 0,48 / 100,00   | -     | 0 / 9      | -       |
| Votos Inválidos         | Votos Inválidos                | 923    | 2,68 / 100,00   | 1,20  |            |         |
| Total                   | Total                          | 34 510 | 100,00 / 100,00 |       | 9 / 9      |         |
| Eleitorado/Participação | Eleitorado/Participação        | 68 267 | 50,55 / 100,00  | 0,58  |            |         |

| Freguesia                                   | %     | %     | %     | %    | %    | %    | %    | %    | Votantes |
| Freguesia                                   | PS    | CDU   | PSD   | CH   | BE   | PAN  | CDS  | L    | Votantes |
| ------------------------------------------- | ----- | ----- | ----- | ---- | ---- | ---- | ---- | ---- | -------- |
| Freguesia                                   |       |       |       |      |      |      |      |      | Votantes |
| Alto do Seixalinho, Santo André e Verderena | 58,87 | 23,20 | 5,80  | 3,92 | 2,75 | 1,73 | 0,59 | 0,40 | 17 718   |
| Barreiro e Lavradio                         | 55,22 | 24,79 | 7,88  | 4,03 | 3,19 | 1,36 | 0,53 | 0,61 | 9 844    |
| Palhais e Coina                             | 52,13 | 26,02 | 8,92  | 3,86 | 3,06 | 1,85 | 0,60 | 0,45 | 1 995    |
| Santo António da Charneca                   | 53,54 | 20,51 | 10,60 | 6,24 | 2,99 | 2,10 | 0,69 | 0,52 | 4 953    |
| Barreiro                                    | 56,68 | 23,43 | 7,26  | 4,28 | 2,93 | 1,68 | 0,59 | 0,48 | 34 510   |

#### Assembleia Municipal
| Partido                 | Partido                        | Votos  | %               | +/-   | Deputados | +/-     |
| ----------------------- | ------------------------------ | ------ | --------------- | ----- | --------- | ------- |
|                         | Partido Socialista             | 17 934 | 51,97 / 100,00  | 15,79 | 16 / 27   | 5       |
|                         | Coligação Democrática Unitária | 8 139  | 23,59 / 100,00  | 9,93  | 7 / 27    | 3       |
|                         | Partido Social Democrata       | 2 899  | 8,40 / 100,00   | 2,54  | 2 / 27    | 1       |
|                         | CHEGA                          | 1 704  | 4,94 / 100,00   | Novo  | 1 / 27    | Novo    |
|                         | Bloco de Esquerda              | 1 450  | 4,20 / 100,00   | 3,23  | 1 / 27    | 1       |
|                         | Pessoas–Animais–Natureza       | 757    | 2,19 / 100,00   | 1,23  | 0 / 27    | 1       |
|                         | CDS – Partido Popular          | 332    | 0,96 / 100,00   | 0,89  | 0 / 27    | Estável |
|                         | LIVRE                          | 229    | 0,66 / 100,00   | -     | 0 / 27    | -       |
| Votos Inválidos         | Votos Inválidos                | 1 062  | 3,07 / 100,00   | 0,94  |           |         |
| Total                   | Total                          | 34 506 | 100,00 / 100,00 |       | 27 / 27   |         |
| Eleitorado/Participação | Eleitorado/Participação        | 68 267 | 50,55 / 100,00  | 0,61  |           |         |

| Freguesia                                   | %     | %     | %     | %    | %    | %    | %    | %    | Votantes |
| Freguesia                                   | PS    | CDU   | PSD   | CH   | BE   | PAN  | CDS  | L    | Votantes |
| ------------------------------------------- | ----- | ----- | ----- | ---- | ---- | ---- | ---- | ---- | -------- |
| Freguesia                                   |       |       |       |      |      |      |      |      | Votantes |
| Alto do Seixalinho, Santo André e Verderena | 54,77 | 23,42 | 7,02  | 4,46 | 3,67 | 2,16 | 0,78 | 0,66 | 17 715   |
| Barreiro e Lavradio                         | 50,89 | 25,05 | 9,20  | 4,80 | 3,96 | 2,00 | 0,83 | 0,62 | 9 845    |
| Palhais e Coina                             | 46,69 | 26,73 | 10,03 | 5,27 | 3,91 | 2,61 | 0,65 | 0,65 | 1 994    |
| Santo António da Charneca                   | 46,24 | 20,03 | 11,09 | 6,79 | 6,70 | 2,52 | 1,98 | 0,77 | 4 952    |
| Barreiro                                    | 51,97 | 23,59 | 8,40  | 4,94 | 4,20 | 2,19 | 0,96 | 0,66 | 34 506   |

#### Juntas de Freguesia
| Partido                 | Partido                        | Votos  | %               | +/-   | Presidentes | +/-     | Mandatos | +/-     |
| ----------------------- | ------------------------------ | ------ | --------------- | ----- | ----------- | ------- | -------- | ------- |
|                         | Partido Socialista             | 18 594 | 53,88 / 100,00  | 16,60 | 4 / 4       | 1       | 32 / 54  | 11      |
|                         | Coligação Democrática Unitária | 8 606  | 24,94 / 100,00  | 9,89  | 0 / 4       | Estável | 15 / 54  | 5       |
|                         | Partido Social Democrata       | 2 751  | 7,97 / 100,00   | 2,34  | 0 / 4       | Estável | 5 / 54   | Estável |
|                         | CHEGA                          | 1 667  | 4,83 / 100,00   | Novo  | 0 / 4       | Novo    | 2 / 54   | Novo    |
|                         | Bloco de Esquerda              | 1 447  | 4,19 / 100,00   | 3,55  | 0 / 4       | Estável | 0 / 54   | 3       |
|                         | CDS – Partido Popular          | 192    | 0,56 / 100,00   | 1,31  | 0 / 4       | Estável | 0 / 54   | Estável |
|                         | LIVRE                          | 149    | 0,43 / 100,00   | -     | 0 / 4       | -       | 0 / 54   | -       |
| Votos Inválidos         | Votos Inválidos                | 1 103  | 3,20 / 100,00   | 1,19  |             |         |          |         |
| Total                   | Total                          | 34 509 | 100,00 / 100,00 |       | 4 / 4       |         | 54 / 54  |         |
| Eleitorado/Participação | Eleitorado/Participação        | 68 267 | 50,55 / 100,00  | 0,58  |             |         |          |         |

| Freguesia                                   | Partido Vencedor | Partido Vencedor   | %              | Mandatos |
| ------------------------------------------- | ---------------- | ------------------ | -------------- | -------- |
| Alto do Seixalinho, Santo André e Verderena |                  | Partido Socialista | 56,55 / 100,00 | 12 / 19  |
| Barreiro e Lavradio                         |                  | Partido Socialista | 51,77 / 100,00 | 8 / 13   |
| Palhais e Coina                             |                  | Partido Socialista | 51,81 / 100,00 | 5 / 9    |
| Santo António da Charneca                   |                  | Partido Socialista | 49,35 / 100,00 | 7 / 13   |

### Grândola

#### Câmara Municipal
| Partido                 | Partido                        | Votos  | %               | +/-   | Vereadores | +/-     |
| ----------------------- | ------------------------------ | ------ | --------------- | ----- | ---------- | ------- |
|                         | Coligação Democrática Unitária | 2 932  | 44,54 / 100,00  | 1,06  | 4 / 7      | Estável |
|                         | Partido Socialista             | 2 758  | 41,90 / 100,00  | 10,45 | 3 / 7      | 1       |
|                         | PSD-CDS                        | 466    | 7,08 / 100,00   | -     | 0 / 7      | -       |
|                         | CHEGA                          | 185    | 2,81 / 100,00   | Novo  | 0 / 7      | Novo    |
| Votos Inválidos         | Votos Inválidos                | 242    | 3,68 / 100,00   | 1,07  |            |         |
| Total                   | Total                          | 6 583  | 100,00 / 100,00 |       | 7 / 7      |         |
| Eleitorado/Participação | Eleitorado/Participação        | 11 936 | 55,15 / 100,00  | 6,76  |            |         |

| Freguesia                                  | %     | %     | %        | %    | Votantes |
| Freguesia                                  | CDU   | PS    | PSD- CDS | CH   | Votantes |
| ------------------------------------------ | ----- | ----- | -------- | ---- | -------- |
| Freguesia                                  |       |       |          |      | Votantes |
| Azinheira dos Barros e São Mamede do Sádão | 24,38 | 69,59 | 1,37     | 3,01 | 365      |
| Carvalhal                                  | 42,57 | 43,07 | 4,79     | 5,12 | 606      |
| Grândola e Santa Margarida da Serra        | 47,53 | 39,25 | 6,79     | 2,59 | 4 744    |
| Melides                                    | 38,02 | 43,89 | 12,67    | 2,30 | 868      |
| Grândola                                   | 44,54 | 41,90 | 7,08     | 2,81 | 6 583    |

#### Assembleia Municipal
| Partido                 | Partido                        | Votos  | %               | +/-  | Deputados | +/- |
| ----------------------- | ------------------------------ | ------ | --------------- | ---- | --------- | --- |
|                         | Coligação Democrática Unitária | 2 883  | 43,80 / 100,00  | 3,92 | 10 / 21   | 1   |
|                         | Partido Socialista             | 2 618  | 39,78 / 100,00  | 9,47 | 9 / 21    | 2   |
|                         | PSD-CDS                        | 801    | 12,17 / 100,00  | -    | 2 / 21    | -   |
| Votos Inválidos         | Votos Inválidos                | 280    | 4,26 / 100,00   | 1,14 |           |     |
| Total                   | Total                          | 6 582  | 100,00 / 100,00 |      | 21 / 21   |     |
| Eleitorado/Participação | Eleitorado/Participação        | 11 936 | 55,14 / 100,00  | 6,77 |           |     |

| Freguesia                                  | %     | %     | %        | Votantes |
| Freguesia                                  | CDU   | PS    | PSD- CDS | Votantes |
| ------------------------------------------ | ----- | ----- | -------- | -------- |
| Freguesia                                  |       |       |          | Votantes |
| Azinheira dos Barros e São Mamede do Sádão | 23,29 | 73,42 | 1,92     | 365      |
| Carvalhal                                  | 41,09 | 46,37 | 6,60     | 606      |
| Grândola e Santa Margarida da Serra        | 46,74 | 36,16 | 12,69    | 4 743    |
| Melides                                    | 38,25 | 40,78 | 17,51    | 868      |
| Grândola                                   | 43,80 | 39,78 | 12,17    | 6 582    |

#### Juntas de Freguesia
| Partido                 | Partido                        | Votos  | %               | +/-  | Presidentes | +/-     | Vereadores | +/- |
| ----------------------- | ------------------------------ | ------ | --------------- | ---- | ----------- | ------- | ---------- | --- |
|                         | Coligação Democrática Unitária | 3 358  | 51,01 / 100,00  | 0,29 | 2 / 4       | Estável | 18 / 38    | 1   |
|                         | Partido Socialista             | 2 382  | 36,18 / 100,00  | 7,69 | 2 / 4       | 1       | 18 / 38    | 4   |
|                         | PSD-CDS                        | 558    | 8,48 / 100,00   | -    | 0 / 4       | -       | 2 / 38     | -   |
| Votos Inválidos         | Votos Inválidos                | 285    | 4,33 / 100,00   | 1,50 |             |         |            |     |
| Total                   | Total                          | 6 583  | 100,00 / 100,00 |      | 4 / 4       |         | 38 / 38    |     |
| Eleitorado/Participação | Eleitorado/Participação        | 11 936 | 55,15 / 100,00  | 6,76 |             |         |            |     |

| Freguesia                                  | Partido Vencedor | Partido Vencedor               | %              | Mandatos |
| ------------------------------------------ | ---------------- | ------------------------------ | -------------- | -------- |
| Azinheira dos Barros e São Mamede do Sádão |                  | Partido Socialista             | 75,62 / 100,00 | 6 / 7    |
| Carvalhal                                  |                  | Partido Socialista             | 51,32 / 100,00 | 5 / 9    |
| Grândola e Santa Margarida da Serra        |                  | Coligação Democrática Unitária | 55,88 / 100,00 | 8 / 13   |
| Melides                                    |                  | Coligação Democrática Unitária | 46,31 / 100,00 | 5 / 9    |

### Moita

#### Câmara Municipal
| Partido                 | Partido                        | Votos  | %               | +/-  | Vereadores | +/-     |
| ----------------------- | ------------------------------ | ------ | --------------- | ---- | ---------- | ------- |
|                         | Partido Socialista             | 9 257  | 37,63 / 100,00  | 8,67 | 4 / 9      | 1       |
|                         | Coligação Democrática Unitária | 8 135  | 33,07 / 100,00  | 7,97 | 4 / 9      | Estável |
|                         | CHEGA                          | 2 206  | 8,97 / 100,00   | Novo | 1 / 9      | Novo    |
|                         | Bloco de Esquerda              | 1 859  | 7,56 / 100,00   | 2,79 | 0 / 9      | 1       |
|                         | PSD-CDS-MPT-PPM-A-PDR          | 1 625  | 6,61 / 100,00   | 1,84 | 0 / 9      | 1       |
|                         | Pessoas–Animais–Natureza       | 676    | 2,75 / 100,00   | 0,84 | 0 / 9      | Estável |
| Votos Inválidos         | Votos Inválidos                | 841    | 3,42 / 100,00   | 1,51 |            |         |
| Total                   | Total                          | 24 599 | 100,00 / 100,00 |      | 9 / 9      |         |
| Eleitorado/Participação | Eleitorado/Participação        | 58 407 | 42,12 / 100,00  | 0,64 |            |         |

| Freguesia                            | %     | %     | %    | %     | %                          | %    | Votantes |
| Freguesia                            | PS    | CDU   | CH   | BE    | PSD- CDS- MPT- PPM- A- PDR | PAN  | Votantes |
| ------------------------------------ | ----- | ----- | ---- | ----- | -------------------------- | ---- | -------- |
| Freguesia                            |       |       |      |       |                            |      | Votantes |
| Alhos Vedros                         | 37,39 | 30,29 | 9,63 | 10,29 | 6,20                       | 3,06 | 6 275    |
| Baixa da Banheira e Vale da Amoreira | 38,64 | 35,26 | 8,54 | 6,62  | 4,93                       | 2,74 | 9 663    |
| Gaio-Rosário e Sarilhos Pequenos     | 37,13 | 39,24 | 5,93 | 4,76  | 6,16                       | 1,79 | 1 282    |
| Moita                                | 36,60 | 31,49 | 9,50 | 6,94  | 9,23                       | 2,66 | 7 379    |
| Moita                                | 37,63 | 33,07 | 8,97 | 7,56  | 6,61                       | 2,75 | 24 599   |

#### Assembleia Municipal
| Partido                 | Partido                        | Votos  | %               | +/-  | Deputados | +/-     |
| ----------------------- | ------------------------------ | ------ | --------------- | ---- | --------- | ------- |
|                         | Partido Socialista             | 9 098  | 36,97 / 100,00  | 9,00 | 11 / 27   | 2       |
|                         | Coligação Democrática Unitária | 7 912  | 32,15 / 100,00  | 8,02 | 10 / 27   | 2       |
|                         | CHEGA                          | 2 283  | 9,28 / 100,00   | Novo | 2 / 27    | Novo    |
|                         | Bloco de Esquerda              | 2 032  | 8,26 / 100,00   | 2,89 | 2 / 27    | 1       |
|                         | PSD-CDS-MPT-PPM-A-PDR          | 1 659  | 6,74 / 100,00   | 1,89 | 2 / 27    | Estável |
|                         | Pessoas–Animais–Natureza       | 779    | 3,17 / 100,00   | 1,11 | 0 / 27    | 1       |
| Votos Inválidos         | Votos Inválidos                | 844    | 3,43 / 100,00   | 1,60 |           |         |
| Total                   | Total                          | 24 607 | 100,00 / 100,00 |      | 27 / 27   |         |
| Eleitorado/Participação | Eleitorado/Participação        | 58 407 | 42,13 / 100,00  | 0,62 |           |         |

| Freguesia                            | %     | %     | %     | %     | %                          | %    | Votantes |
| Freguesia                            | PS    | CDU   | CH    | BE    | PSD- CDS- MPT- PPM- A- PDR | PAN  | Votantes |
| ------------------------------------ | ----- | ----- | ----- | ----- | -------------------------- | ---- | -------- |
| Freguesia                            |       |       |       |       |                            |      | Votantes |
| Alhos Vedros                         | 36,49 | 29,45 | 10,01 | 10,98 | 6,26                       | 3,65 | 6 275    |
| Baixa da Banheira e Vale da Amoreira | 38,01 | 34,59 | 8,84  | 7,34  | 4,93                       | 3,03 | 9 664    |
| Gaio-Rosário e Sarilhos Pequenos     | 36,61 | 37,07 | 6,19  | 5,80  | 6,27                       | 3,10 | 1 292    |
| Moita                                | 36,09 | 30,40 | 9,77  | 7,58  | 9,61                       | 2,94 | 7 376    |
| Moita                                | 36,97 | 32,15 | 9,28  | 8,26  | 6,74                       | 3,17 | 24 607   |

#### Juntas de Freguesia
| Partido                 | Partido                        | Votos  | %               | +/-  | Presidentes | +/-     | Mandatos | +/-     |
| ----------------------- | ------------------------------ | ------ | --------------- | ---- | ----------- | ------- | -------- | ------- |
|                         | Partido Socialista             | 9 455  | 38,44 / 100,00  | 9,64 | 4 / 4       | 4       | 24 / 54  | 6       |
|                         | Coligação Democrática Unitária | 8 268  | 33,61 / 100,00  | 8,83 | 0 / 4       | 4       | 21 / 54  | 7       |
|                         | CHEGA                          | 2 152  | 8,75 / 100,00   | Novo | 0 / 4       | Novo    | 3 / 54   | Novo    |
|                         | Bloco de Esquerda              | 2 080  | 8,46 / 100,00   | 3,10 | 0 / 4       | Estável | 3 / 54   | 2       |
|                         | PSD-CDS-MPT-PPM-A-PDR          | 1 743  | 7,09 / 100,00   | 0,98 | 0 / 4       | Estável | 3 / 54   | Estável |
| Votos Inválidos         | Votos Inválidos                | 900    | 3,66 / 100,00   | 1,55 |             |         |          |         |
| Total                   | Total                          | 24 598 | 100,00 / 100,00 |      | 4 / 4       |         | 54 / 54  |         |
| Eleitorado/Participação | Eleitorado/Participação        | 58 407 | 42,11 / 100,00  | 0,55 |             |         |          |         |

| Freguesia                            | Partido Vencedor | Partido Vencedor   | %              | Mandatos |
| ------------------------------------ | ---------------- | ------------------ | -------------- | -------- |
| Alhos Vedros                         |                  | Partido Socialista | 37,96 / 100,00 | 6 / 13   |
| Baixa da Banheira e Vale da Amoreira |                  | Partido Socialista | 38,94 / 100,00 | 8 / 19   |
| Gaio-Rosário e Sarilhos Pequenos     |                  | Partido Socialista | 42,09 / 100,00 | 5 / 9    |
| Moita                                |                  | Partido Socialista | 37,55 / 100,00 | 5 / 13   |

### Montijo

#### Câmara Municipal
| Partido                 | Partido                        | Votos  | %               | +/-   | Vereadores | +/-     |
| ----------------------- | ------------------------------ | ------ | --------------- | ----- | ---------- | ------- |
|                         | Partido Socialista             | 5 897  | 29,49 / 100,00  | 15,93 | 3 / 7      | 1       |
|                         | PSD-CDS-A                      | 5 547  | 27,74 / 100,00  | 8,30  | 2 / 7      | 1       |
|                         | Coligação Democrática Unitária | 3 879  | 19,40 / 100,00  | 0,71  | 2 / 7      | Estável |
|                         | CHEGA                          | 1 320  | 6,60 / 100,00   | Novo  | 0 / 7      | Novo    |
|                         | Iniciativa Liberal             | 871    | 4,36 / 100,00   | Novo  | 0 / 7      | Novo    |
|                         | Bloco de Esquerda              | 827    | 4,14 / 100,00   | 0,94  | 0 / 7      | Estável |
|                         | Pessoas–Animais–Natureza       | 634    | 3,17 / 100,00   | 0,74  | 0 / 7      | Estável |
|                         | Partido Popular Monárquico     | 201    | 1,01 / 100,00   | -     | 0 / 7      | -       |
| Votos Inválidos         | Votos Inválidos                | 818    | 4,09 / 100,00   | 0,40  |            |         |
| Total                   | Total                          | 19 994 | 100,00 / 100,00 |       | 7 / 7      |         |
| Eleitorado/Participação | Eleitorado/Participação        | 43 810 | 45,64 / 100,00  | 1,40  |            |         |

| Freguesia                         | %     | %           | %     | %    | %    | %    | %    | %    | Votantes |
| Freguesia                         | PS    | PSD- CDS- A | CDU   | CH   | IL   | BE   | PAN  | PPM  | Votantes |
| --------------------------------- | ----- | ----------- | ----- | ---- | ---- | ---- | ---- | ---- | -------- |
| Freguesia                         |       |             |       |      |      |      |      |      | Votantes |
| Atalaia e Alto Estanqueiro-Jardia | 33,77 | 22,64       | 17,36 | 7,12 | 4,85 | 5,01 | 3,32 | 0,90 | 1 895    |
| Canha                             | 53,45 | 26,00       | 10,59 | 3,53 | 0,64 | 1,77 | 0,32 | 1,12 | 623      |
| Montijo e Afonsoeiro              | 26,53 | 28,41       | 20,51 | 6,62 | 4,91 | 4,41 | 3,54 | 1,09 | 14 718   |
| Pegões                            | 40,20 | 35,08       | 8,39  | 7,54 | 0,79 | 1,97 | 1,18 | 0,79 | 1 525    |
| Sarilhos Grandes                  | 32,93 | 19,46       | 27,33 | 5,92 | 3,33 | 3,41 | 2,43 | 0,41 | 1 233    |
| Montijo                           | 29,49 | 27,74       | 19,40 | 6,60 | 4,36 | 4,14 | 3,17 | 1,01 | 19 994   |

#### Assembleia Municipal
| Partido                 | Partido                        | Votos  | %               | +/-   | Deputados | +/-     |
| ----------------------- | ------------------------------ | ------ | --------------- | ----- | --------- | ------- |
|                         | Partido Socialista             | 5 857  | 29,29 / 100,00  | 13,92 | 7 / 21    | 3       |
|                         | PSD-CDS-A                      | 5 303  | 26,52 / 100,00  | 6,58  | 7 / 21    | 2       |
|                         | Coligação Democrática Unitária | 3 772  | 18,86 / 100,00  | 0,98  | 4 / 21    | 1       |
|                         | CHEGA                          | 1 470  | 7,35 / 100,00   | Novo  | 1 / 21    | Novo    |
|                         | Bloco de Esquerda              | 965    | 4,83 / 100,00   | 1,26  | 1 / 21    | Estável |
|                         | Iniciativa Liberal             | 931    | 4,66 / 100,00   | Novo  | 1 / 21    | Novo    |
|                         | Pessoas–Animais–Natureza       | 747    | 3,74 / 100,00   | 0,56  | 0 / 21    | Estável |
|                         | Partido Popular Monárquico     | 173    | 0,87 / 100,00   | -     | 0 / 21    | -       |
| Votos Inválidos         | Votos Inválidos                | 777    | 3,89 / 100,00   | 0,83  |           |         |
| Total                   | Total                          | 19 995 | 100,00 / 100,00 |       | 21 / 21   |         |
| Eleitorado/Participação | Eleitorado/Participação        | 43 810 | 45,64 / 100,00  | 1,40  |           |         |

| Freguesia                         | %     | %           | %     | %    | %    | %    | %    | %    | Votantes |
| Freguesia                         | PS    | PSD- CDS- A | CDU   | CH   | BE   | IL   | PAN  | PPM  | Votantes |
| --------------------------------- | ----- | ----------- | ----- | ---- | ---- | ---- | ---- | ---- | -------- |
| Freguesia                         |       |             |       |      |      |      |      |      | Votantes |
| Atalaia e Alto Estanqueiro-Jardia | 33,81 | 20,52       | 17,04 | 8,12 | 5,49 | 4,96 | 3,85 | 0,79 | 1 896    |
| Canha                             | 52,33 | 26,00       | 8,51  | 4,65 | 2,89 | 0,96 | 0,80 | 0,80 | 623      |
| Montijo e Afonsoeiro              | 26,53 | 27,08       | 19,87 | 7,33 | 5,16 | 5,20 | 4,19 | 0,95 | 14 718   |
| Pegões                            | 39,34 | 35,80       | 7,93  | 8,07 | 2,43 | 1,18 | 1,31 | 0,39 | 1 525    |
| Sarilhos Grandes                  | 31,31 | 17,84       | 28,39 | 6,89 | 3,81 | 3,81 | 2,60 | 0,57 | 1 233    |
| Montijo                           | 29,29 | 26,52       | 18,86 | 7,35 | 4,83 | 4,66 | 3,74 | 0,87 | 19 995   |

#### Juntas de Freguesia
| Partido                 | Partido                        | Votos  | %               | +/-   | Presidentes | +/-     | Mandatos | +/-     |
| ----------------------- | ------------------------------ | ------ | --------------- | ----- | ----------- | ------- | -------- | ------- |
|                         | Partido Socialista             | 6 907  | 34,54 / 100,00  | 12,55 | 4 / 5       | 1       | 26 / 55  | 4       |
|                         | PSD-CDS-A                      | 5 190  | 25,95 / 100,00  | 5,98  | 0 / 5       | Estável | 15 / 55  | 3       |
|                         | Coligação Democrática Unitária | 3 795  | 18,98 / 100,00  | 2,59  | 1 / 5       | 1       | 11 / 55  | 1       |
|                         | CHEGA                          | 1 333  | 6,67 / 100,00   | Novo  | 0 / 5       | Novo    | 1 / 55   | Novo    |
|                         | Bloco de Esquerda              | 938    | 4,69 / 100,00   | 0,23  | 0 / 5       | Estável | 1 / 55   | Estável |
|                         | Iniciativa Liberal             | 794    | 3,97 / 100,00   | Novo  | 0 / 5       | Novo    | 1 / 55   | Novo    |
|                         | Partido Popular Monárquico     | 210    | 1,05 / 100,00   | -     | 0 / 5       | -       | 0 / 55   | -       |
| Votos Inválidos         | Votos Inválidos                | 830    | 4,16 / 100,00   | 0,51  |             |         |          |         |
| Total                   | Total                          | 19 997 | 100,00 / 100,00 |       | 5 / 5       |         | 55 / 55  |         |
| Eleitorado/Participação | Eleitorado/Participação        | 43 810 | 45,64 / 100,00  | 1,40  |             |         |          |         |

| Freguesia                         | Partido Vencedor | Partido Vencedor               | %              | Mandatos |
| --------------------------------- | ---------------- | ------------------------------ | -------------- | -------- |
| Atalaia e Alto Estanqueiro-Jardia |                  | Partido Socialista             | 38,15 / 100,00 | 5 / 9    |
| Canha                             |                  | Partido Socialista             | 55,22 / 100,00 | 5 / 9    |
| Montijo e Afonsoeiro              |                  | Partido Socialista             | 32,11 / 100,00 | 7 / 19   |
| Pegões                            |                  | Partido Socialista             | 44,52 / 100,00 | 5 / 9    |
| Sarilhos Grandes                  |                  | Coligação Democrática Unitária | 36,58 / 100,00 | 4 / 9    |

### Palmela

#### Câmara Municipal
| Partido                 | Partido                                     | Votos  | %               | +/-  | Vereadores | +/-     |
| ----------------------- | ------------------------------------------- | ------ | --------------- | ---- | ---------- | ------- |
|                         | Coligação Democrática Unitária              | 7 517  | 31,42 / 100,00  | 9,25 | 4 / 9      | Estável |
|                         | Partido Socialista                          | 5 689  | 23,78 / 100,00  | 4,53 | 3 / 9      | Estável |
|                         | Movimento Cidadãos pelo Concelho de Palmela | 3 428  | 14,33 / 100,00  | Novo | 1 / 9      | Novo    |
|                         | Partido Social Democrata                    | 2 085  | 8,71 / 100,00   | -    | 1 / 9      | -       |
|                         | CHEGA                                       | 1 874  | 7,83 / 100,00   | Novo | 0 / 9      | Novo    |
|                         | Bloco de Esquerda                           | 1 021  | 4,27 / 100,00   | 1,75 | 0 / 9      | Estável |
|                         | CDS-MPT                                     | 637    | 2,66 / 100,00   | -    | 0 / 9      | -       |
|                         | Nós, Cidadãos!                              | 358    | 1,50 / 100,00   | -    | 0 / 9      | -       |
|                         | Reagir Incluir Reciclar                     | 207    | 0,87 / 100,00   | Novo | 0 / 9      | Novo    |
|                         | Partido Popular Monárquico                  | 41     | 0,17 / 100,00   | -    | 0 / 9      | -       |
| Votos Inválidos         | Votos Inválidos                             | 1 070  | 4,48 / 100,00   | 0,61 |            |         |
| Total                   | Total                                       | 23 927 | 100,00 / 100,00 |      | 9 / 9      |         |
| Eleitorado/Participação | Eleitorado/Participação                     | 56 024 | 42,71 / 100,00  | 0,80 |            |         |

| Freguesia           | %     | %     | %     | %     | %    | %    | %        | %    | %    | %    | Votantes |
| Freguesia           | CDU   | PS    | MCCP  | PSD   | CH   | BE   | CDS- MPT | NC   | RIR  | PPM  | Votantes |
| ------------------- | ----- | ----- | ----- | ----- | ---- | ---- | -------- | ---- | ---- | ---- | -------- |
| Freguesia           |       |       |       |       |      |      |          |      |      |      | Votantes |
| Palmela             | 25,08 | 22,93 | 22,06 | 10,13 | 6,91 | 3,71 | 1,99     | 1,37 | 1,12 | 0,14 | 6 987    |
| Pinhal Novo         | 37,01 | 22,96 | 10,15 | 6,90  | 7,92 | 5,19 | 3,21     | 1,39 | 0,81 | 0,09 | 9 383    |
| Poceirão e Marateca | 37,05 | 20,68 | 12,72 | 8,38  | 6,89 | 2,06 | 3,54     | 4,00 | 0,65 | 0,30 | 2 626    |
| Quinta do Anjo      | 26,75 | 28,19 | 12,19 | 10,34 | 9,47 | 4,48 | 2,11     | 0,55 | 0,73 | 0,30 | 4 931    |
| Palmela             | 31,42 | 23,78 | 14,33 | 8,71  | 7,83 | 4,27 | 2,66     | 1,50 | 0,87 | 0,17 | 23 927   |

#### Assembleia Municipal
| Partido                 | Partido                                     | Votos  | %               | +/-  | Deputados | +/-     |
| ----------------------- | ------------------------------------------- | ------ | --------------- | ---- | --------- | ------- |
|                         | Coligação Democrática Unitária              | 7 097  | 29,66 / 100,00  | 8,90 | 9 / 27    | 3       |
|                         | Partido Socialista                          | 5 880  | 24,58 / 100,00  | 3,30 | 8 / 27    | Estável |
|                         | Movimento Cidadãos pelo Concelho de Palmela | 3 045  | 12,73 / 100,00  | Novo | 4 / 27    | Novo    |
|                         | Partido Social Democrata                    | 2 218  | 9,27 / 100,00   | -    | 3 / 27    | -       |
|                         | CHEGA                                       | 1 988  | 8,31 / 100,00   | Novo | 2 / 27    | Novo    |
|                         | Bloco de Esquerda                           | 1 200  | 5,02 / 100,00   | 1,96 | 1 / 27    | 1       |
|                         | CDS-MPT                                     | 690    | 2,88 / 100,00   | -    | 0 / 27    | -       |
|                         | Nós, Cidadãos!                              | 419    | 1,75 / 100,00   | -    | 0 / 27    | -       |
|                         | Reagir Incluir Reciclar                     | 240    | 1,00 / 100,00   | Novo | 0 / 27    | Novo    |
| Votos Inválidos         | Votos Inválidos                             | 1 149  | 4,80 / 100,00   | 0,55 |           |         |
| Total                   | Total                                       | 23 926 | 100,00 / 100,00 |      | 27 / 27   |         |
| Eleitorado/Participação | Eleitorado/Participação                     | 56 024 | 42,71 / 100,00  | 0,79 |           |         |

| Freguesia           | %     | %     | %     | %     | %     | %    | %        | %    | %    | Votantes |
| Freguesia           | CDU   | PS    | MCCP  | PSD   | CH    | BE   | CDS- MPT | NC   | RIR  | Votantes |
| ------------------- | ----- | ----- | ----- | ----- | ----- | ---- | -------- | ---- | ---- | -------- |
| Freguesia           |       |       |       |       |       |      |          |      |      | Votantes |
| Palmela             | 24,77 | 23,33 | 18,53 | 10,79 | 7,40  | 4,56 | 2,60     | 1,66 | 1,27 | 6 988    |
| Pinhal Novo         | 33,63 | 24,38 | 9,66  | 7,51  | 8,25  | 6,05 | 3,12     | 1,69 | 0,92 | 9 385    |
| Poceirão e Marateca | 35,71 | 22,22 | 11,43 | 8,38  | 7,36  | 2,02 | 3,70     | 4,34 | 0,76 | 2 624    |
| Quinta do Anjo      | 25,83 | 27,98 | 11,02 | 10,94 | 10,23 | 5,27 | 2,39     | 0,61 | 0,91 | 4 929    |
| Palmela             | 29,66 | 24,58 | 12,73 | 9,27  | 8,31  | 5,02 | 2,88     | 1,75 | 1,00 | 23 926   |

#### Juntas de Freguesia
| Partido                 | Partido                        | Votos  | %               | +/-  | Presidentes | +/-     | Mandatos | +/-     |
| ----------------------- | ------------------------------ | ------ | --------------- | ---- | ----------- | ------- | -------- | ------- |
|                         | Coligação Democrática Unitária | 7 133  | 29,81 / 100,00  | 8,70 | 3 / 4       | Estável | 23 / 58  | 3       |
|                         | Partido Socialista             | 6 350  | 26,54 / 100,00  | 1,22 | 1 / 4       | Estável | 19 / 58  | Estável |
|                         | Grupo de Cidadãos              | 2 762  | 11,54 / 100,00  | 1,00 | 0 / 4       | Estável | 7 / 58   | 2       |
|                         | Partido Social Democrata       | 2 165  | 9,05 / 100,00   | -    | 0 / 4       | -       | 4 / 58   | -       |
|                         | CHEGA                          | 1 878  | 7,85 / 100,00   | Novo | 0 / 4       | No      | 4 / 58   | Novo    |
|                         | Bloco de Esquerda              | 1 118  | 4,67 / 100,00   | 1,77 | 0 / 4       | Estável | 1 / 58   | 1       |
|                         | CDS-MPT                        | 758    | 3,17 / 100,00   | -    | 0 / 4       | -       | 0 / 58   | -       |
|                         | Nós, Cidadãos!                 | 409    | 1,71 / 100,00   | -    | 0 / 4       | -       | 0 / 58   | -       |
|                         | Reagir Incluir Reciclar        | 229    | 0,96 / 100,00   | Novo | 0 / 4       | Novo    | 0 / 58   | Novo    |
| Votos Inválidos         | Votos Inválidos                | 1 127  | 4,67 / 100,00   | 0,51 |             |         |          |         |
| Tota                    | Tota                           | 23 929 | 100,00 / 100,00 |      | 4 / 4       |         | 58 / 58  |         |
| Eleitorado/Participação | Eleitorado/Participação        | 56 024 | 42,71 / 100,00  | 0,79 |             |         |          |         |

| Freguesia           | Partido Vencedor | Partido Vencedor               | %              | Mandatos |
| ------------------- | ---------------- | ------------------------------ | -------------- | -------- |
| Palmela             |                  | Partido Socialista             | 28,28 / 100,00 | 5 / 13   |
| Pinhal Novo         |                  | Coligação Democrática Unitária | 32,45 / 100,00 | 8 / 19   |
| Poceirão e Marateca |                  | Coligação Democrática Unitária | 38,08 / 100,00 | 6 / 13   |
| Quinta do Anjo      |                  | Coligação Democrática Unitária | 28,35 / 100,00 | 5 / 13   |

### Santiago do Cacém

#### Câmara Municipal
| Partido                 | Partido                        | Votos  | %               | +/-  | Vereadores | +/-     |
| ----------------------- | ------------------------------ | ------ | --------------- | ---- | ---------- | ------- |
|                         | Coligação Democrática Unitária | 5 433  | 43,25 / 100,00  | 2,36 | 4 / 7      | Estável |
|                         | Partido Socialista             | 3 425  | 27,26 / 100,00  | 0,06 | 2 / 7      | Estável |
|                         | PSD-CDS                        | 1 936  | 15,41 / 100,00  | 0,04 | 1 / 7      | Estável |
|                         | Bloco de Esquerda              | 651    | 5,18 / 100,00   | 1,69 | 0 / 7      | Estável |
|                         | CHEGA                          | 630    | 5,01 / 100,00   | Novo | 0 / 7      | Novo    |
| Votos Inválidos         | Votos Inválidos                | 488    | 3,88 / 100,00   | 1,07 |            |         |
| Total                   | Total                          | 12 563 | 100,00 / 100,00 |      | 7 / 7      |         |
| Eleitorado/Participação | Eleitorado/Participação        | 24 215 | 51,88 / 100,00  | 2,64 |            |         |

| Freguesia                                        | %     | %     | %        | %    | %    | Votantes |
| Freguesia                                        | CDU   | PS    | PSD- CDS | BE   | CH   | Votantes |
| ------------------------------------------------ | ----- | ----- | -------- | ---- | ---- | -------- |
| Freguesia                                        |       |       |          |      |      | Votantes |
| Abela                                            | 54,21 | 26,69 | 11,91    | 1,03 | 3,08 | 487      |
| Alvalade                                         | 49,43 | 35,67 | 3,89     | 2,85 | 4,36 | 1 054    |
| Cercal do Alentejo                               | 43,98 | 24,86 | 17,66    | 4,29 | 5,19 | 1 444    |
| Ermidas-Sado                                     | 60,39 | 17,63 | 7,73     | 8,60 | 2,83 | 919      |
| Santiago do Cacém, Sta. e S. Bartolomeu da Serra | 44,24 | 26,16 | 17,34    | 4,25 | 3,94 | 3 246    |
| Santo André                                      | 33,22 | 29,13 | 19,54    | 7,06 | 6,81 | 4 335    |
| São Domingos e Vale de Água                      | 53,08 | 28,59 | 7,33     | 2,93 | 4,99 | 682      |
| São Francisco da Serra                           | 55,56 | 22,98 | 12,88    | 2,78 | 2,78 | 396      |
| Santiago do Cacém                                | 43,25 | 27,26 | 15,41    | 5,18 | 5,01 | 12 563   |

#### Assembleia Municipal
| Partido                 | Partido                        | Votos  | %               | +/-  | Deputados | +/-     |
| ----------------------- | ------------------------------ | ------ | --------------- | ---- | --------- | ------- |
|                         | Coligação Democrática Unitária | 4 998  | 39,78 / 100,00  | 2,82 | 9 / 21    | 1       |
|                         | Partido Socialista             | 3 523  | 28,04 / 100,00  | 0,02 | 6 / 21    | Estável |
|                         | PSD-CDS                        | 2 118  | 16,86 / 100,00  | 0,49 | 4 / 21    | Estável |
|                         | Bloco de Esquerda              | 757    | 6,03 / 100,00   | 1,86 | 1 / 21    | Estável |
|                         | CHEGA                          | 657    | 5,23 / 100,00   | Novo | 1 / 21    | Novo    |
| Votos Inválidos         | Votos Inválidos                | 510    | 4,06 / 100,00   | 1,02 |           |         |
| Total                   | Total                          | 12 563 | 100,00 / 100,00 |      | 21 / 21   |         |
| Eleitorado/Participação | Eleitorado/Participação        | 24 215 | 51,88 / 100,00  | 2,64 |           |         |

| Freguesia                                        | %     | %     | %        | %    | %    | Votantes |
| Freguesia                                        | CDU   | PS    | PSD- CDS | BE   | CH   | Votantes |
| ------------------------------------------------ | ----- | ----- | -------- | ---- | ---- | -------- |
| Freguesia                                        |       |       |          |      |      | Votantes |
| Abela                                            | 51,33 | 27,72 | 13,76    | 1,44 | 2,67 | 487      |
| Alvalade                                         | 40,99 | 39,56 | 5,69     | 4,17 | 5,50 | 1 054    |
| Cercal do Alentejo                               | 42,24 | 23,89 | 20,15    | 4,57 | 5,26 | 1 444    |
| Ermidas-Sado                                     | 59,41 | 18,50 | 8,16     | 8,60 | 2,83 | 919      |
| Santiago do Cacém, Sta. e S. Bartolomeu da Serra | 38,39 | 27,70 | 20,73    | 5,24 | 3,57 | 3 246    |
| Santo André                                      | 31,28 | 29,43 | 19,52    | 8,30 | 7,04 | 4 335    |
| São Domingos e Vale de Água                      | 51,03 | 27,71 | 8,06     | 2,64 | 6,74 | 682      |
| São Francisco da Serra                           | 53,03 | 23,23 | 12,88    | 3,28 | 4,29 | 396      |
| Santiago do Cacém                                | 39,78 | 28,04 | 16,86    | 6,03 | 5,23 | 12 563   |

#### Juntas de Freguesia
| Partido                 | Partido                        | Votos  | %               | +/-  | Presidentes | +/-     | Vereadores | +/- |
| ----------------------- | ------------------------------ | ------ | --------------- | ---- | ----------- | ------- | ---------- | --- |
|                         | Coligação Democrática Unitária | 5 288  | 42,09 / 100,00  | 4,12 | 7 / 8       | Estável | 36 / 76    | 9   |
|                         | Partido Socialista             | 3 900  | 31,04 / 100,00  | 2,01 | 1 / 8       | Estável | 26 / 76    | 4   |
|                         | PSD-CDS                        | 2 172  | 17,29 / 100,00  | 3,53 | 0 / 8       | Estável | 12 / 76    | 4   |
|                         | Bloco de Esquerda              | 645    | 5,13 / 100,00   | 0,37 | 0 / 8       | Estável | 2 / 76     | 1   |
| Votos Inválidos         | Votos Inválidos                | 558    | 4,44 / 100,00   | 1,06 |             |         |            |     |
| Total                   | Total                          | 12 563 | 100,00 / 100,00 |      | 8 / 8       |         | 76 / 76    |     |
| Eleitorado/Participação | Eleitorado/Participação        | 24 215 | 51,88 / 100,00  | 2,64 |             |         |            |     |

| Freguesia                                        | Partido Vencedor | Partido Vencedor               | %              | Mandatos |
| ------------------------------------------------ | ---------------- | ------------------------------ | -------------- | -------- |
| Abela                                            |                  | Coligação Democrática Unitária | 54,41 / 100,00 | 4 / 7    |
| Alvalade                                         |                  | Partido Socialista             | 69,17 / 100,00 | 7 / 9    |
| Cercal do Alentejo                               |                  | Coligação Democrática Unitária | 43,91 / 100,00 | 4 / 9    |
| Ermidas-Sado                                     |                  | Coligação Democrática Unitária | 66,16 / 100,00 | 6 / 9    |
| Santiago do Cacém, Sta. e S. Bartolomeu da Serra |                  | Coligação Democrática Unitária | 40,63 / 100,00 | 6 / 13   |
| Santo André                                      |                  | Coligação Democrática Unitária | 36,40 / 100,00 | 5 / 13   |
| São Domingos e Vale de Água                      |                  | Coligação Democrática Unitária | 52,49 / 100,00 | 5 / 9    |
| São Francisco da Serra                           |                  | Coligação Democrática Unitária | 58,33 / 100,00 | 4 / 7    |

### Seixal

#### Câmara Municipal
| Partido                 | Partido                        | Votos   | %               | +/-  | Vereadores | +/-     |
| ----------------------- | ------------------------------ | ------- | --------------- | ---- | ---------- | ------- |
|                         | Coligação Democrática Unitária | 23 485  | 37,74 / 100,00  | 1,20 | 5 / 11     | Estável |
|                         | Partido Socialista             | 19 204  | 30,86 / 100,00  | 0,58 | 4 / 11     | Estável |
|                         | Partido Social Democrata       | 5 795   | 9,31 / 100,00   | 2,53 | 1 / 11     | Estável |
|                         | CHEGA                          | 5 022   | 8,07 / 100,00   | Novo | 1 / 11     | Novo    |
|                         | Bloco de Esquerda              | 2 700   | 4,34 / 100,00   | 3,14 | 0 / 11     | 1       |
|                         | Pessoas–Animais–Natureza       | 1 713   | 2,75 / 100,00   | 1,37 | 0 / 11     | Estável |
|                         | Iniciativa Liberal             | 1 144   | 1,84 / 100,00   | Novo | 0 / 11     | Novo    |
|                         | CDS-PDR-A-MPT                  | 908     | 1,46 / 100,00   | -    | 0 / 11     | -       |
| Votos Inválidos         | Votos Inválidos                | 2 257   | 3,64 / 100,00   | 1,82 |            |         |
| Total                   | Total                          | 62 228  | 100,00 / 100,00 |      | 11 / 11    |         |
| Eleitorado/Participação | Eleitorado/Participação        | 142 900 | 43,55 / 100,00  | 0,27 |            |         |

#### Assembleia Municipal
| Partido                 | Partido                        | Votos   | %               | +/-  | Deputados | +/-     |
| ----------------------- | ------------------------------ | ------- | --------------- | ---- | --------- | ------- |
|                         | Coligação Democrática Unitária | 22 066  | 35,46 / 100,00  | 0,28 | 13 / 33   | Estável |
|                         | Partido Socialista             | 18 953  | 30,46 / 100,00  | 0,22 | 11 / 33   | Estável |
|                         | Partido Social Democrata       | 6 041   | 9,71 / 100,00   | 2,20 | 3 / 33    | 1       |
|                         | CHEGA                          | 5 316   | 8,54 / 100,00   | Novo | 3 / 33    | Novo    |
|                         | Bloco de Esquerda              | 3 179   | 5,11 / 100,00   | 3,26 | 2 / 33    | 1       |
|                         | Pessoas–Animais–Natureza       | 2 070   | 3,33 / 100,00   | 1,51 | 1 / 33    | Estável |
|                         | Iniciativa Liberal             | 1 294   | 2,08 / 100,00   | Novo | 0 / 33    | Novo    |
|                         | CDS-PDR-A-MPT                  | 962     | 1,55 / 100,00   | -    | 0 / 33    | -       |
| Votos Inválidos         | Votos Inválidos                | 2 344   | 3,77 / 100,00   | 1,82 |           |         |
| Total                   | Total                          | 62 225  | 100,00 / 100,00 |      | 33 / 33   |         |
| Eleitorado/Participação | Eleitorado/Participação        | 142 900 | 43,54 / 100,00  | 0,28 |           |         |

#### Juntas de Freguesia
| Partido                 | Partido                        | Votos   | %               | +/-  | Presidentes | +/-     | Mandatos | +/-  |
| ----------------------- | ------------------------------ | ------- | --------------- | ---- | ----------- | ------- | -------- | ---- |
|                         | Coligação Democrática Unitária | 23 133  | 37,18 / 100,00  | 0,31 | 3 / 4       | Estável | 31 / 74  | 1    |
|                         | Partido Socialista             | 19 425  | 31,22 / 100,00  | 1,62 | 1 / 4       | 1       | 27 / 74  | 2    |
|                         | Partido Social Democrata       | 6 309   | 10,14 / 100,00  | 1,30 | 0 / 4       | Estável | 7 / 74   | 2    |
|                         | CHEGA                          | 5 263   | 8,46 / 100,00   | Novo | 0 / 4       | Novo    | 5 / 74   | Novo |
|                         | Bloco de Esquerda              | 3 537   | 5,68 / 100,00   | 3,04 | 0 / 4       | Estável | 4 / 74   | 1    |
|                         | CDS-PDR-A-MPT                  | 1 139   | 1,83 / 100,00   | -    | 0 / 4       | -       | 0 / 74   | -    |
|                         | Iniciativa Liberal             | 876     | 1,41 / 100,00   | Novo | 0 / 4       | Novo    | 0 / 74   | Novo |
| Votos Inválidos         | Votos Inválidos                | 2 545   | 4,09 / 100,00   | 1,64 |             |         |          |      |
| Total                   | Total                          | 62 227  | 100,00 / 100,00 |      | 4 / 4       |         | 74 / 74  |      |
| Eleitorado/Participação | Eleitorado/Participação        | 142 900 | 43,55 / 100,00  | 0,28 |             |         |          |      |

### Sesimbra

#### Câmara Municipal
| Partido                 | Partido                        | Votos  | %               | +/-  | Vereadores | +/-     |
| ----------------------- | ------------------------------ | ------ | --------------- | ---- | ---------- | ------- |
|                         | Coligação Democrática Unitária | 6 632  | 34,30 / 100,00  | 7,32 | 3 / 7      | 1       |
|                         | Partido Socialista             | 5 977  | 30,91 / 100,00  | 3,20 | 3 / 7      | 1       |
|                         | CHEGA                          | 1 805  | 9,34 / 100,00   | Novo | 1 / 7      | Novo    |
|                         | Partido Social Democrata       | 1 444  | 7,47 / 100,00   | -    | 0 / 7      | -       |
|                         | Bloco de Esquerda              | 1 031  | 5,33 / 100,00   | 0,36 | 0 / 7      | Estável |
|                         | Movimento Sesimbra Unida       | 979    | 5,06 / 100,00   | 4,25 | 0 / 7      | Estável |
|                         | CDS-A-PDR                      | 541    | 2,80 / 100,00   | -    | 0 / 7      | -       |
| Votos Inválidos         | Votos Inválidos                | 925    | 4,79 / 100,00   | 0,71 |            |         |
| Total                   | Total                          | 19 334 | 100,00 / 100,00 |      | 7 / 7      |         |
| Eleitorado/Participação | Eleitorado/Participação        | 45 135 | 42,84 / 100,00  | 1,64 |            |         |

| Freguesia           | %     | %     | %     | %    | %    | %    | %           | Votantes |
| Freguesia           | CDU   | PS    | CH    | PSD  | BE   | MSU  | CDS- A- PDR | Votantes |
| ------------------- | ----- | ----- | ----- | ---- | ---- | ---- | ----------- | -------- |
| Freguesia           |       |       |       |      |      |      |             | Votantes |
| Quinta do Conde     | 25,91 | 32,76 | 13,77 | 8,55 | 6,20 | 5,51 | 2,43        | 8 917    |
| Sesimbra (Castelo)  | 41,53 | 28,51 | 5,69  | 6,75 | 4,69 | 4,94 | 3,07        | 8 508    |
| Sesimbra (Santiago) | 41,33 | 33,00 | 4,87  | 5,66 | 4,14 | 3,56 | 3,30        | 1 909    |
| Sesimbra            | 34,30 | 30,91 | 9,34  | 7,47 | 5,33 | 5,06 | 2,80        | 19 334   |

#### Assembleia Municipal
| Partido                 | Partido                        | Votos  | %               | +/-  | Deputados | +/-     |
| ----------------------- | ------------------------------ | ------ | --------------- | ---- | --------- | ------- |
|                         | Coligação Democrática Unitária | 6 213  | 32,14 / 100,00  | 7,16 | 8 / 21    | 1       |
|                         | Partido Socialista             | 5 899  | 30,51 / 100,00  | 2,68 | 7 / 21    | Estável |
|                         | CHEGA                          | 1 877  | 9,71 / 100,00   | Novo | 2 / 21    | Novo    |
|                         | Partido Social Democrata       | 1 520  | 7,86 / 100,00   | -    | 2 / 21    | -       |
|                         | Bloco de Esquerda              | 1 189  | 6,15 / 100,00   | 0,72 | 1 / 21    | Estável |
|                         | Movimento Sesimbra Unida       | 1 113  | 5,76 / 100,00   | 3,69 | 1 / 21    | 1       |
|                         | CDS-A-PDR                      | 566    | 2,93 / 100,00   | -    | 0 / 21    | -       |
| Votos Inválidos         | Votos Inválidos                | 957    | 4,95 / 100,00   | 0,71 |           |         |
| Total                   | Total                          | 19 334 | 100,00 / 100,00 |      | 21 / 21   |         |
| Eleitorado/Participação | Eleitorado/Participação        | 45 135 | 42,84 / 100,00  | 1,64 |           |         |

| Freguesia           | %     | %     | %     | %    | %    | %    | %           | Votantes |
| Freguesia           | CDU   | PS    | CH    | PSD  | BE   | MSU  | CDS- A- PDR | Votantes |
| ------------------- | ----- | ----- | ----- | ---- | ---- | ---- | ----------- | -------- |
| Freguesia           |       |       |       |      |      |      |             | Votantes |
| Quinta do Conde     | 25,08 | 31,87 | 14,18 | 8,55 | 6,54 | 6,05 | 2,63        | 8 914    |
| Sesimbra (Castelo)  | 38,46 | 28,42 | 6,19  | 7,40 | 5,69 | 5,84 | 3,15        | 8 511    |
| Sesimbra (Santiago) | 36,88 | 33,47 | 4,50  | 6,71 | 6,39 | 4,03 | 3,35        | 1 909    |
| Sesimbra            | 32,14 | 30,51 | 9,71  | 7,86 | 6,15 | 5,76 | 2,93        | 19 334   |

#### Juntas de Freguesia
| Partido                 | Partido                        | Votos  | %               | +/-  | Presidentes | +/-     | Mandatos | +/-     |
| ----------------------- | ------------------------------ | ------ | --------------- | ---- | ----------- | ------- | -------- | ------- |
|                         | Coligação Democrática Unitária | 6 876  | 35,56 / 100,00  | 3,77 | 2 / 3       | 1       | 19 / 41  | 1       |
|                         | Partido Socialista             | 5 669  | 29,32 / 100,00  | 0,49 | 1 / 3       | 1       | 15 / 41  | 2       |
|                         | CHEGA                          | 1 664  | 8,61 / 100,00   | Novo | 0 / 3       | Novo    | 3 / 41   | Novo    |
|                         | Partido Social Democrata       | 1 447  | 7,48 / 100,00   | -    | 0 / 3       | -       | 2 / 41   | -       |
|                         | Grupo de Cidadãos              | 1 120  | 5,79 / 100,00   | 3,09 | 0 / 3       | Estável | 1 / 41   | 3       |
|                         | Bloco de Esquerda              | 1 078  | 5,58 / 100,00   | 0,53 | 0 / 3       | Estável | 1 / 41   | Estável |
|                         | CDS-A-PDR                      | 575    | 2,97 / 100,00   | -    | 0 / 3       | -       | 0 / 41   | -       |
| Votos Inválidos         | Votos Inválidos                | 905    | 4,69 / 100,00   | 0,72 |             |         |          |         |
| Total                   | Total                          | 19 334 | 100,00 / 100,00 |      | 3 / 3       |         | 41 / 41  |         |
| Eleitorado/Participação | Eleitorado/Participação        | 45 135 | 42,84 / 100,00  | 1,68 |             |         |          |         |

| Freguesia           | Partido Vencedor | Partido Vencedor               | %              | Mandatos |
| ------------------- | ---------------- | ------------------------------ | -------------- | -------- |
| Quinta do Conde     |                  | Partido Socialista             | 32,21 / 100,00 | 7 / 19   |
| Sesimbra (Castelo)  |                  | Coligação Democrática Unitária | 44,64 / 100,00 | 8 / 13   |
| Sesimbra (Santiago) |                  | Coligação Democrática Unitária | 39,81 / 100,00 | 5 / 9    |

### Setúbal

#### Câmara Municipal
| Partido                 | Partido                        | Votos   | %               | +/-   | Vereadores | +/-     |
| ----------------------- | ------------------------------ | ------- | --------------- | ----- | ---------- | ------- |
|                         | Coligação Democrática Unitária | 15 316  | 34,40 / 100,00  | 15,55 | 5 / 11     | 2       |
|                         | Partido Socialista             | 12 316  | 27,67 / 100,00  | 5,89  | 4 / 11     | 1       |
|                         | Partido Social Democrata       | 7 377   | 16,57 / 100,00  | 5,63  | 2 / 11     | 1       |
|                         | CHEGA                          | 2 619   | 5,88 / 100,00   | Novo  | 0 / 11     | Novo    |
|                         | Bloco de Esquerda              | 1 884   | 4,23 / 100,00   | 1,01  | 0 / 11     | Estável |
|                         | Iniciativa Liberal             | 1 035   | 2,32 / 100,00   | Novo  | 0 / 11     | Novo    |
|                         | Pessoas–Animais–Natureza       | 1 009   | 2,27 / 100,00   | 0,59  | 0 / 11     | Estável |
|                         | CDS – Partido Popular          | 765     | 1,72 / 100,00   | 1,48  | 0 / 11     | Estável |
|                         | NC-PPM                         | 328     | 0,74 / 100,00   | Novo  | 0 / 11     | Novo    |
|                         | RIR-PDR                        | 237     | 0,53 / 100,00   | Novo  | 0 / 11     | Novo    |
| Votos Inválidos         | Votos Inválidos                | 1 632   | 3,66 / 100,00   | 0,33  |            |         |
| Total                   | Total                          | 44 518  | 100,00 / 100,00 |       | 11 / 11    |         |
| Eleitorado/Participação | Eleitorado/Participação        | 105 651 | 42,14 / 100,00  | 0,93  |            |         |

#### Assembleia Municipal
| Partido                 | Partido                        | Votos   | %               | +/-  | Deputados | +/-     |
| ----------------------- | ------------------------------ | ------- | --------------- | ---- | --------- | ------- |
|                         | Coligação Democrática Unitária | 14 428  | 32,47 / 100,00  | 9,75 | 12 / 33   | 4       |
|                         | Partido Socialista             | 12 237  | 27,54 / 100,00  | 2,12 | 10 / 33   | 1       |
|                         | Partido Social Democrata       | 7 058   | 15,88 / 100,00  | 3,68 | 6 / 33    | 2       |
|                         | CHEGA                          | 2 837   | 6,38 / 100,00   | Novo | 2 / 33    | Novo    |
|                         | Bloco de Esquerda              | 2 262   | 5,09 / 100,00   | 2,50 | 1 / 33    | 1       |
|                         | Pessoas–Animais–Natureza       | 1 340   | 3,02 / 100,00   | 1,12 | 1 / 33    | Estável |
|                         | Iniciativa Liberal             | 1 132   | 2,55 / 100,00   | Novo | 1 / 33    | Novo    |
|                         | CDS – Partido Popular          | 801     | 1,80 / 100,00   | 1,67 | 0 / 33    | 1       |
|                         | NC-PPM                         | 356     | 0,80 / 100,00   | Novo | 0 / 33    | Novo    |
|                         | RIR-PDR                        | 259     | 0,58 / 100,00   | Novo | 0 / 33    | Novo    |
| Votos Inválidos         | Votos Inválidos                | 1 724   | 3,88 / 100,00   | 0,64 |           |         |
| Total                   | Total                          | 44 434  | 100,00 / 100,00 |      | 33 / 33   |         |
| Eleitorado/Participação | Eleitorado/Participação        | 105 651 | 42,06 / 100,00  | 0,99 |           |         |

#### Juntas de Freguesia
| Partido                 | Partido                        | Votos   | %               | +/-  | Presidentes | +/-     | Mandatos | +/-     |
| ----------------------- | ------------------------------ | ------- | --------------- | ---- | ----------- | ------- | -------- | ------- |
|                         | Coligação Democrática Unitária | 16 412  | 36,87 / 100,00  | 4,82 | 5 / 5       | 1       | 33 / 75  | 5       |
|                         | Partido Socialista             | 12 049  | 27,07 / 100,00  | 2,36 | 0 / 5       | Estável | 24 / 75  | 3       |
|                         | Partido Social Democrata       | 6 769   | 15,21 / 100,00  | 4,14 | 0 / 5       | Estável | 13 / 75  | 6       |
|                         | CHEGA                          | 2 467   | 5,54 / 100,00   | Novo | 0 / 5       | Novo    | 3 / 75   | Novo    |
|                         | Bloco de Esquerda              | 2 149   | 4,83 / 100,00   | 1,59 | 0 / 5       | Estável | 2 / 75   | Estável |
|                         | Iniciativa Liberal             | 1 127   | 2,53 / 100,00   | Novo | 0 / 5       | Novo    | 0 / 75   | Novo    |
|                         | CDS – Partido Popular          | 756     | 1,70 / 100,00   | 1,06 | 0 / 5       | Estável | 0 / 75   | 1       |
|                         | NC-PPM                         | 440     | 0,99 / 100,00   | Novo | 0 / 5       | Novo    | 0 / 75   | Novo    |
|                         | Pessoas–Animais–Natureza       | 286     | 0,64 / 100,00   | 1,25 | 0 / 5       | Estável | 0 / 75   | Estável |
|                         | RIR-PDR                        | 214     | 0,48 / 100,00   | Novo | 0 / 5       | Novo    | 0 / 75   | Novo    |
| Votos Inválidos         | Votos Inválidos                | 1 839   | 4,13 / 100,00   | 0,20 |             |         |          |         |
| Total                   | Total                          | 44 508  | 100,00 / 100,00 |      | 5 / 5       |         | 75 / 75  |         |
| Eleitorado/Participação | Eleitorado/Participação        | 105 651 | 42,13 / 100,00  | 0,97 |             |         |          |         |

### Sines

#### Câmara Municipal
| Partido                 | Partido                        | Votos  | %               | +/-  | Vereadores | +/-     |
| ----------------------- | ------------------------------ | ------ | --------------- | ---- | ---------- | ------- |
|                         | Partido Socialista             | 3 041  | 50,24 / 100,00  | 8,35 | 4 / 7      | 1       |
|                         | MaiSines                       | 1 585  | 26,19 / 100,00  | Novo | 2 / 7      | Novo    |
|                         | Coligação Democrática Unitária | 867    | 14,32 / 100,00  | 2,07 | 1 / 7      | Estável |
|                         | CHEGA                          | 210    | 3,47 / 100,00   | Novo | 0 / 7      | Novo    |
|                         | PSD-CDS                        | 202    | 3,34 / 100,00   | -    | 0 / 7      | -       |
| Votos Inválidos         | Votos Inválidos                | 148    | 2,45 / 100,00   | 1,96 |            |         |
| Total                   | Total                          | 6 053  | 100,00 / 100,00 |      | 7 / 7      |         |
| Eleitorado/Participação | Eleitorado/Participação        | 12 170 | 49,74 / 100,00  | 2,69 |            |         |

| Freguesia  | %     | %     | %     | %    | %        | Votantes |
| Freguesia  | PS    | MS    | CDU   | CH   | PSD- CDS | Votantes |
| ---------- | ----- | ----- | ----- | ---- | -------- | -------- |
| Freguesia  |       |       |       |      |          | Votantes |
| Porto Covo | 55,61 | 11,58 | 10,88 | 4,39 | 14,04    | 570      |
| Sines      | 49,68 | 27,70 | 14,68 | 3,37 | 2,23     | 5 483    |
| Sines      | 50,24 | 26,19 | 14,32 | 3,47 | 3,34     | 6 053    |

#### Assembleia Municipal
| Partido                 | Partido                        | Votos  | %               | +/-  | Deputados | +/-     |
| ----------------------- | ------------------------------ | ------ | --------------- | ---- | --------- | ------- |
|                         | Partido Socialista             | 2 803  | 46,30 / 100,00  | 7,40 | 11 / 21   | 2       |
|                         | MaiSines                       | 1 555  | 25,69 / 100,00  | Novo | 6 / 21    | Novo    |
|                         | Coligação Democrática Unitária | 1 094  | 18,07 / 100,00  | 0,32 | 4 / 21    | Estável |
|                         | PSD-CDS                        | 226    | 3,73 / 100,00   | -    | 0 / 21    | -       |
|                         | CHEGA                          | 219    | 3,62 / 100,00   | Novo | 0 / 21    | Novo    |
| Votos Inválidos         | Votos Inválidos                | 157    | 2,60 / 100,00   | 1,82 |           |         |
| Total                   | Total                          | 6 054  | 100,00 / 100,00 |      | 21 / 21   |         |
| Eleitorado/Participação | Eleitorado/Participação        | 12 170 | 49,75 / 100,00  | 2,68 |           |         |

| Freguesia  | %     | %     | %     | %        | %    | Votantes |
| Freguesia  | PS    | MS    | CDU   | PSD- CDS | CH   | Votantes |
| ---------- | ----- | ----- | ----- | -------- | ---- | -------- |
| Freguesia  |       |       |       |          |      | Votantes |
| Porto Covo | 52,63 | 8,95  | 13,68 | 17,19    | 4,39 | 570      |
| Sines      | 45,64 | 27,43 | 18,53 | 2,33     | 3,54 | 5 484    |
| Sines      | 46,30 | 25,69 | 18,07 | 3,73     | 3,62 | 6 054    |

#### Juntas de Freguesia
| Partido                 | Partido                        | Votos  | %               | +/-  | Presidentes | +/-     | Mandatos | +/-  |
| ----------------------- | ------------------------------ | ------ | --------------- | ---- | ----------- | ------- | -------- | ---- |
|                         | Partido Socialista             | 2 851  | 47,09 / 100,00  | 4,82 | 2 / 2       | Estável | 12 / 20  | 1    |
|                         | Grupo de Cidadãos              | 1 526  | 25,20 / 100,00  | 7,04 | 0 / 2       | Estável | 4 / 20   | 1    |
|                         | Coligação Democrática Unitária | 1 035  | 17,09 / 100,00  | 4,52 | 0 / 2       | Estável | 2 / 20   | 2    |
|                         | PSD-CDS                        | 286    | 4,72 / 100,00   | -    | 0 / 2       | -       | 2 / 20   | -    |
|                         | CHEGA                          | 198    | 3,27 / 100,00   | Novo | 0 / 2       | Novo    | 0 / 20   | Novo |
| Votos Inválidos         | Votos Inválidos                | 159    | 2,62 / 100,00   | 2,02 |             |         |          |      |
| Total                   | Total                          | 6 055  | 100,00 / 100,00 |      | 2 / 2       |         | 20 / 20  |      |
| Eleitorado/Participação | Eleitorado/Participação        | 12 170 | 49,75 / 100,00  | 2,68 |             |         |          |      |

| Freguesia  | Partido Vencedor | Partido Vencedor   | %              | Mandatos |
| ---------- | ---------------- | ------------------ | -------------- | -------- |
| Porto Covo |                  | Partido Socialista | 56,67 / 100,00 | 5 / 7    |
| Sines      |                  | Partido Socialista | 46,09 / 100,00 | 7 / 13   |